# Marlon Johnson
Marlon Johnson (Chicago, Illinois, 28 de febrero de 1994) es un baloncestista estadounidense. Con una altura oficial de 208 cm, su posición en la cancha es la de pívot, pudiendo desenvolverse también como ala-pívot.

## Trayectoria
Inició su carrera universitaria en el JUCO Tallahassee CC, cuajando buenas actuaciones que le permitieron ser reclutado por la Universidad de New Mexico Highlands para disputar la División II de la NCAA. En este equipo tuvo una importante presencia, sobre todo en el ámbito defensivo con diferentes menciones, siendo nominado en el Quinteto Ideal de la Conferencia RMAC en 2016 y en el Segundo Equipo Ideal en 2017. En su último año universitario promedió 34 minutos, 14,4 puntos, 10,3 rebotes, 2,6 asistencias y 1,6 tapones por partido.
En verano de 2017 firma por el CB Prat de la Liga LEB Oro española, siendo la temporada 2017-18 su primera como profesional, la cual completa disputando 41 partidos (9 de ellos como titular) registrando unos promedios de 4,3 puntos y 3,4 rebotes por encuentro y ayudando a su equipo a alcanzar las semifinales de la competición.  
En julio de 2018 se anuncia su fichaje por el Cáceres Patrimonio de la Humanidad, también de LEB Oro, para disputar la temporada 2018/19. El 6 de noviembre de 2018, tras disputar seis partidos, causó baja en el equipo debido a, según se anunció, una irregularidad en su documentación, siendo sustituido por Cole Huff. Johnson había registrado unos promedios de 7,8 puntos y 6,2 rebotes hasta ese momento. Seguidamente se incorporó al Imortal Albufeira, club de la liga portuguesa, donde registró medias de 6,7 puntos y 6,7 rebotes en 11 partidos. 
En mayo de 2019 se une a los Saskatchewan Rattlers, equipo de la CEBL, con el cual se consagraría campeón.
En diciembre de 2019 se incorpora al Sudbury Five de la NBL canadiense para disputar la temporada 2019/20, donde se convierte en uno de los jugadores más destacados de la competición con promedios de 21 puntos y 11 rebotes. Inicia la temporada 2020/21 en las filas del Tampereen Pyrintö de la liga finlandesa, disputando únicamente dos partidos antes de retornar a Canadá para disputar la CEBL con los Edmonton Stingers, donde registró promedios de 15.2 puntos y 6 rebotes.  